# Single UNIX Specification
Single UNIX Specification (SUS) — загальна назва для сімейства стандартів, які повинна задовольняти операційна система, щоб називатися «Unix». SUS розробляється і підтримується Austin Group на основі попередніх розробок IEEE і The Open Group.

## Ступінь сумісності
Існують два офіційні ступеня сумісності
- UNIX 98 - система задовольняє SUS версії 2 (часткова сумісність)
- UNIX 03 - система задовольняє SUS версії 3 (повна сумісність)

Старі стандарти
- UNIX 93
- UNIX 95

## Сумісність

### Зареєстровані UNIX-подібні системи
AIXAIX 5L V5.2 з оновленнями, AIX 5L V5.3 та AIX 6.1 сумісні з UNIX 03. AIX 5L V5.2 сумісна з UNIX 98.
HP-UXHP-UX 11i V3 Release B.11.31 сумісна з UNIX 03. Попередні версії сумісні з UNIX 95.
IRIXIRIX 6.5.28 сумісна з UNIX 95.
Mac OS XMac OS X 10.5 «Leopard» і Mac OS X Server 10.5 «Leopard Server» на процесорах Intel сумісні з UNIX 03.
SCOUnixWare 7.1.3 сумісна з UNIX 95. SCO OpenServer 5 сумісна з UNIX 93.
SolarisSolaris 10 сумісна з UNIX 03 на системах SPARC, 32-/64-бітних системах x86 і SPARC64 (Fujitsu PRIMEPOWER). Solaris 8 і 9 сумісні з UNIX 98 на тих же платформах за винятком 64-бітних x86. Solaris 2.5.1 була сумісна з UNIX 95 на платформі PReP PowerPC в 1996, але продукт був скасований до початку масових продажів.
Tru64Tru64 UNIX V5.1A і далі сумісні з UNIX 98.
z/OSIBM z/OS до 1.9 сумісна з UNIX 95.

### Незареєстровані UNIX-подібні системи
Постачальники Unix-подібних систем, таких як BSD, OpenSolaris і Linux зазвичай не сертифікують свої дистрибутиви через високу ціну на сертифікацію і високу швидкість змін у цих системах. Схожий стандарт LSB, використовуваний деякими ОС GNU/Linux, спирається на деякі частини SUS.